# Deilephila suellus
Deilephila suellus är en fjärilsart som beskrevs av Cornelius Anton Jan Abraham Oudemans 1899. Deilephila suellus ingår i släktet Deilephila och familjen svärmare. Inga underarter finns listade i Catalogue of Life.